# Dan Agyei
Daniel Ebenezer Kwasi Agyei, mais conhecido como Dan Agyei (Kingston upon Thames, 1 de julho de 1997) é um futebolista profissional inglês de ascendência ganesa que atua como atacante. Atualmente, joga no Leyton Orient.

## Carreira
Agyei começou a carreira no AFC Wimbledon, onde marcou 29 gols no clube sub-21 na temporada 2014–15, chamando atenção de clubes como Chelsea, West Ham e Fulham. Em 2015, ele assinou um contrato com o Burnley. Em 2016, Agyei assinou um contrato de empréstimo de cinco meses com o Coventry City.